# Accumulateur de froid

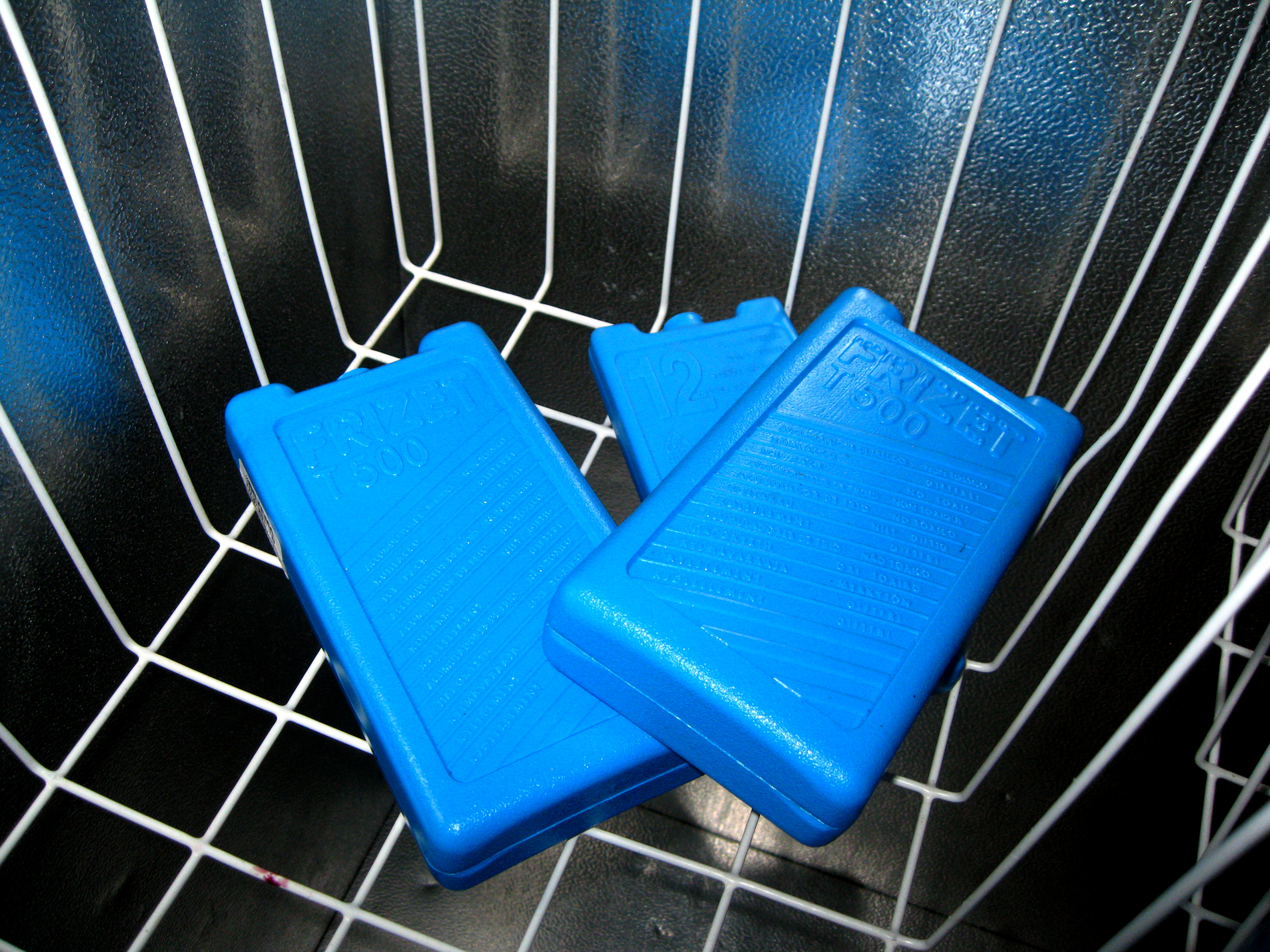
Des accumulateurs de froid en briquettes

Un accumulateur de froid, également appelé plaque eutectique, permet d'absorber la chaleur. Il sert par exemple :
- à réfrigérer des aliments, médicaments ou autres produits lors de leur transfert ou transport,
- à dissiper l'énergie thermique échangée entre l'intérieur et l'extérieur d'une caisse pendant la durée du circuit logistique.

Il existe des accumulateurs de froid rigides (briquettes, dédiées à être réutilisées) et d'autres souples (pochettes ou sacs fermés, habituellement jetables). 

## Principe
Un accumulateur de froid contient typiquement de l'eau, et/ou des sels ou autres composés eutectiques, viscosants, et colorants. L'inclusion d'agents eutectiques permet de maintenir le froid à des températures généralement inférieures au point de fusion de l'eau, pendant une durée supérieure et de façon plus homogène (notamment avec la contribution de l'agent visqueux). Un agent eutectique peu onéreux est le chlorure de sodium (il restitue  −18 °C), un autre couramment utilisé est le methyl cellulose sodique (restitue −5 °C, non toxique contrairement aux éthers de glycol qui ne devraient plus être utilisés). 
Les accumulateurs de froid sont appelés aussi « gels eutectiques », et prévus selon leur composition, pour délivrer du froid à +4 °C, à 0 °C, à −5 °C, ou à −20 °C.

## Utilisation (réfrigération pour le transport)
Ils doivent être congelés préalablement à l'utilisation à une température inférieure à la température d'eutexie, et suffisamment longtemps (à cœur).
Ils doivent être utilisés de façon adéquate ; pour le transport, s'assurer des position et quantité dans la boite par rapport au volume total ainsi que du niveau d'isolation; compatibilité avec les règles de transport routier ou aérien).
Les autres méthodes de réfrigération sont :
- réfrigération par cryogénie solide, comme la carboglace (−78 °C),
- réfrigération par cryogénie liquide, comme l'azote liquide (−196 °C).